# Ivan Lapčević
Ivan Lapčević (kyrillisch Иван Лапчевић; * 26. März 1976 in Kruševac, Jugoslawien) ist ein aus Jugoslawien stammender ehemaliger Handballspieler serbischer Nationalität, der heute als Sport Manager, Handballmanager und Spieleragent arbeitet.
Der linke Rückraumspieler stand bis 2012 beim italienischen Klub Romagna Handball unter Vertrag. Zuvor spielte er bei Puerto Sagunto (ab 11/2010), Napredak Krusevac (2010), KC Veszprém (ab 2005), VfL Gummersbach (ab 2002), FC Barcelona (bis 2002), RK Železničar Niš (bis 2000) und Župa Aleksandrovac (bis 1996). Mit diesen Vereinen spielte er im EHF-Pokal (1998/1999, 2001/2002, 2004/2005), im Europapokal der Pokalsieger (1997/1998, 1999/2000, 2007/2008) und in der EHF Champions League (2005/2006, 2006/2007, 2008/2009, 2009/2010).
Ivan Lapcević spielte für die serbische Nationalmannschaft, so für die Europameisterschaft 2010, und erzielte in 116 Länderspielen 307 Tore.

## Erfolge
Mit KC Veszprém:
- Ungarischer Meister: 2006, 2008, 2010
- Ungarischer Pokalsieger: 2007, 2009, 2010

Mit FC Barcelona:
- Champions-League-Finalist: 2001
- EHF-Pokal-Finalist: 2002

Mit Železničar Niš:
- Jugoslawischer Pokalsieger: 1997, 1999